# Január 30.
Január 30. az év 30. napja a Gergely-naptár szerint. Az évből még 335 (szökőévekben 336) nap van hátra.
Névnapok: Gerda, Martina + Adelgund, Adelgunda, Aminta, Bors, Barsz, Gellért, Gerhárd, Hiacinta, Jácinta, Martinella, Martinka, Orgona, Sziringa, Taciána

## Események

### Politikai események
- 1392 – A szentgotthárdi apátság nem járul hozzá a Széchyek kegyúri beiktatásához.
- 1592 – Az itáliai Ippolito Aldobrandinit VIII. Kelemen néven pápává választják.
- 1648 – Hollandia Spanyolországtól való függetlenségének elismerése.
- 1933 – Hindenburg köztársasági elnök Adolf Hitlert nevezi ki Németország kancellárjává.
- 1945 – A Kelet-Poroszországi menekülteket szállító Wilhelm Gustloff német személyhajót a Balti-tengeren torpedóval elsüllyeszti az S-13 szovjet tengeralattjáró. A 9300 halálos áldozat nagy része gyermek, nő és sebesült katona.
- 1945 – A Margit híd budai szakaszát is fölrobbantják a németek. (A pesti szakasz hiba folytán, idő előtt, 1944. november 4-én robbant fel, teljes forgalom mellett, számos emberéletet követelve).
- 1972 – Londonderryben tizenhárman meghalnak, mikor a brit katonák tüzet nyitnak ír tüntetőkre. Ez az ún. véres vasárnap.
- 2005 – Szabad parlamenti választások az amerikai és brit hadseregek által megszállva tartott Irakban.

### Kulturális események

#### Zenei események
- 1969 – A The Beatles utolsó nyilvános koncertje az Apple székház tetején, Londonban.

### Sportesemények
- 1994 – Lékó Péter sakkozó elnyeri a legfiatalabb nagymester címét. (14 évesen)

### Egyéb események
- 2000 - A nagybányai Aurul bányavállalat ülepítőjéből gátszakadás miatt mintegy 100 ezer m³ cianid- és nehézfémtartalmú szennyvíz zúdult a Lápos folyóba, majd ezen keresztül a Szamosba és a Tiszába.
- 2004 – elkészült az ukrán Wikipédia első szócikke.

## Születések
- 1505 – Thomas Tallis angol zeneszerző († 1585)
- 1566 – Alessandro Piccini olasz operaszerző († 1638)
- 1609 – Wenzel Eusebius Lobkowitz herceg, I. Lipót német-római császár minisztere († 1677)
- 1621 – II. Rákóczi György erdélyi fejedelem († 1660)
- 1697 – Johann Joachim Quantz német zeneszerző († 1773)
- 1770 – Köteles Sámuel erdélyi filozófus, az MTA tagja, († 1831)
- 1818 – Görgei Artúr honvéd tábornok, 1848-49-es hadvezér († 1916)
- 1841 – Félix Faure francia politikus, Franciaország köztársasági elnöke († 1899)
- 1844 – Mihalkovics Géza magyar orvos, anatómus, egyetemi tanár; a Magyar Tudományos Akadémia tagja († 1899)
- 1861 – Charles Martin Loeffler német születésű amerikai zeneszerző és hegedűművész († 1935)
- 1882 – Franklin Delano Roosevelt, az Amerikai Egyesült Államok 32. elnöke († 1945)
- 1882 – Franz Ritter von Hauer osztrák geológus († 1899).
- 1893 – Sávoly Pál Kossuth-díjas magyar mérnök, statikus, († 1968)
- 1899 – Max Theiler dél-afrikai származású Nobel-díjas amerikai orvos, virológus († 1972)
- 1901 – Rudolf Caracciola német autóversenyző († 1959)
- 1901 – Gianbattista Guidotti olasz autóversenyző († 1994)
- 1908 – Gerendás Mihály Kossuth-díjas magyar biokémikus, egyetemi tanár, a biológia tudományok kandidátusa, fotográfus († 1976)
- 1913 – Amrita Sérgil magyar származású indiai festőművésznő († 1941)
- 1917 – Paul Frere belga autóversenyző († 2008)
- 1921 – Bozóky István magyar színművész, érdemes művész († 2001)
- 1926 – Lukin László magyar karnagy, zenei műfordító, középiskolai ének-zene tanár († 2004)
- 1927 – Olof Palme svéd miniszterelnök († 1986)
- 1927 – Jean-Pierre Pedrazzini francia fotóriporter († 1956)
- 1928 – Vámos László Kossuth-díjas Jászai Mari-díjas érdemes és kiváló művész, rendező († 1996)
- 1930 – Gene Hackman Oscar-díjas amerikai színész († 2025)
- 1937 – Borisz Szpasszkij orosz származású világbajnok sakkozó († 2025)
- 1937 – Bruce Johnstone dél-afrikai autóversenyző († 2022)
- 1937 – Vanessa Redgrave Oscar-díjas angol színésznő
- 1938 – Islom Karimov üzbég mérnök és politikus, 1990–2016 között Üzbegisztán elnöke († 2016)
- 1939 – Zsombolyai János Balázs Béla-díjas filmrendező, operatőr, egyetemi tanár († 2015)
- 1940 – Helmut Pampuch német operaénekes, († 2008)
- 1941 – Dick Cheney amerikai politikus, az USA 46. alelnöke
- 1945 – Bus Kati magyar színésznő († 2009)
- 1947 – Hendi Ilma magyar költő, író († 2021)
- 1951 – Phil Collins angol zenész
- 1953 – Bontovics Kati magyar dzsesszénekesnő
- 1955 – Bartók László Radnóti-díjas magyar előadóművész, színész, televíziós műsorvezető, művészi-beszéd oktató
- 1955 – Pintér Mária magyar manöken, modell, fotómodell  († 2024)
- 1961 – Mátrai Tamás magyar színész
- 1962 – II. Abdullah jordán király
- 1962 – Ginger Lynn amerikai pornószínésznő
- 1963 – Thomas Brezina osztrák ifjúsági író
- 1968 – VI. Fülöp spanyol király
- 1974 – Christian Bale Oscar-díjas brit színész
- 1974 – Olivia Colman Oscar-díjas brit színésznő
- 1974 – Mesterházy Attila politikus, az MSZP elnöke (2010 – 2014)
- 1975 – Storcz Botond magyar kajakozó, háromszoros olimpiai bajnok
- 1977 – Adrian Armas amerikai színész
- 1977 – Dögei Éva magyar szinkronszínész
- 1977 – Andrew Gernhard amerikai producer, rendező, színész
- 1977 – Dan Hinote amerikai jégkorongozó
- 1977 – Hollósy Ilona magyar kosárlabdázó[1]
- 1977 – Adam Minarovich amerikai színész, forgatókönyvíró
- 1977 – Martín Pampiglione argentin énekes
- 1977 – Rab Árpád társadalomtudós, digitális kultúra szakértő
- 1977 – Szekeres Csaba kerékpározó, magyar bajnok
- 1980 – Angela Williams amerikai sprinter
- 1980 – Simek Péter magyar labdarúgó
- 1984 – Jevon Tarantino amerikai műugró
- 1987 – Arda Turan török labdarúgó
- 1990 – Jake Thomas amerikai színész
- 1995 – Jack Laugher angol műugró
- 2002 – Tyla dél-afrikai énekes és dalszerző

## Halálozások
- 1181 – Takakura, a 80. japán császár (* 1161)
- 1556 – Tinódi Lantos Sebestyén magyar költő, énekmondó (* 1505–1510 között)
- 1645 – Ward Mária a Boldogságos Szűz Mária Intézete (Institutum Beatae Mariae Virginis) rendalapítója (* 1585)
- 1649 – I. Károly angol király (* 1600)
- 1830 – Virág Benedek magyar költő, műfordító (* 1754)
- 1867 – Komei, a 121. japán császár (* 1831)
- 1889 – Rudolf trónörökös (* 1858)
- 1889 – Maria von Vetsera bárónő, Rudolf trónörökös szeretője (* 1871)
- 1892 – Lumniczer Sándor magyar orvos, sebész, egyetemi tanár (* 1821)
- 1937 – Georgij Leonyidovics Pjatakov orosz bolsevik forradalmár, politikus (* 1890)
- 1943 – Petschauer Attila magyar kardvívó, újságíró, mártír (* 1904)
- 1943 – III. Borisz bolgár cár (* 1894)
- 1948 – Mahátma Gandhi indiai jogász, politikus (* 1869)
- 1948 – Orville Wright amerikai feltaláló, (* 1871)
- 1963 – Francis Poulenc francia zeneszerző, (* 1899)
- 1966 – Tuli Géza Titusz olimpiai ezüstérmes tornász, sportvezető (* 1888)
- 1969 – Georges Pire belga Nobel-békedíjas Domonkos-rendi pap (* 1910)
- 1976 – Czóbel Béla magyar festőművész (* 1883)
- 1977 – Paul Marais de Beauchamp francia zoológus (* 1883)
- 1977 – Ensio Rislakki finn író (* 1896)
- 1977 – Babos Zoltán magyar vízépítő mérnök (* 1904)
- 1978 – Nagy László magyar költő, műfordító (* 1925)
- 1980 – Professor Longhair amerikai zenész (* 1918)
- 1986 – Sebes Gusztáv labdarúgó, edző (* 1906)
- 1991 – John Bardeen amerikai fizikus, az egyetlen ember, aki kétszer kapta meg a fizikai Nobel-díjat (* 1908)
- 1994 – Pierre Boulle francia író (* 1912)
- 1995 – Gerald Durrell brit zoológus, író (* 1925)
- 2005 – Tar Sándor magyar író, szociográfus, József Attila-díjas (* 1941)
- 2008 – Selmeczi Roland magyar színész, szinkronszínész (* 1969)
- 2008 – Marcial Maciel mexikói pap, szerzetes (* 1920)
- 2013 – Friedrich Péter Széchenyi-díjas orvos, biokémikus (* 1936)

## Ünnepek, emléknapok, világnapok
A három szent főpap (Aranyszájú Szent János, Nagy Szent Bazil, Hittudós Szent Gergely) ünnepe
- India: a mártírok emléknapja[2]
- Nepál: a mártírok napja[3]
- Hollandia: a Függetlenség Napja (Spanyolországtól való függetlenségének elismerése (1648), nem hivatalos munkaszüneti nap)